# Добролёт (грузовая авиакомпания)
Добролёт — российская частная грузовая авиакомпания, которая осуществляла грузовые перевозки внутри России и за рубежом. Была основана в 1992 году, штаб-квартира в Москве, в 2006 году прекратила деятельность.

## Флот
За время существования компания эксплуатировала преимущественно самолёты Ил-76, и один Як-40. Большая часть самолётов эксплуатировалась на условиях лизинга.

## Аварии и происшествия
Авиакомпании ошибочно приписывается потеря 10 мая 2007 года одного из грузовых самолётов Ил-76, сгоревшего при погрузке в аэропорту города Пуэнт-Нуар, однако самолёт на тот момент принадлежал компании «Tenir Airlines», хотя и сохранял ливрею компании «Добролёт».